# Difusão Celular

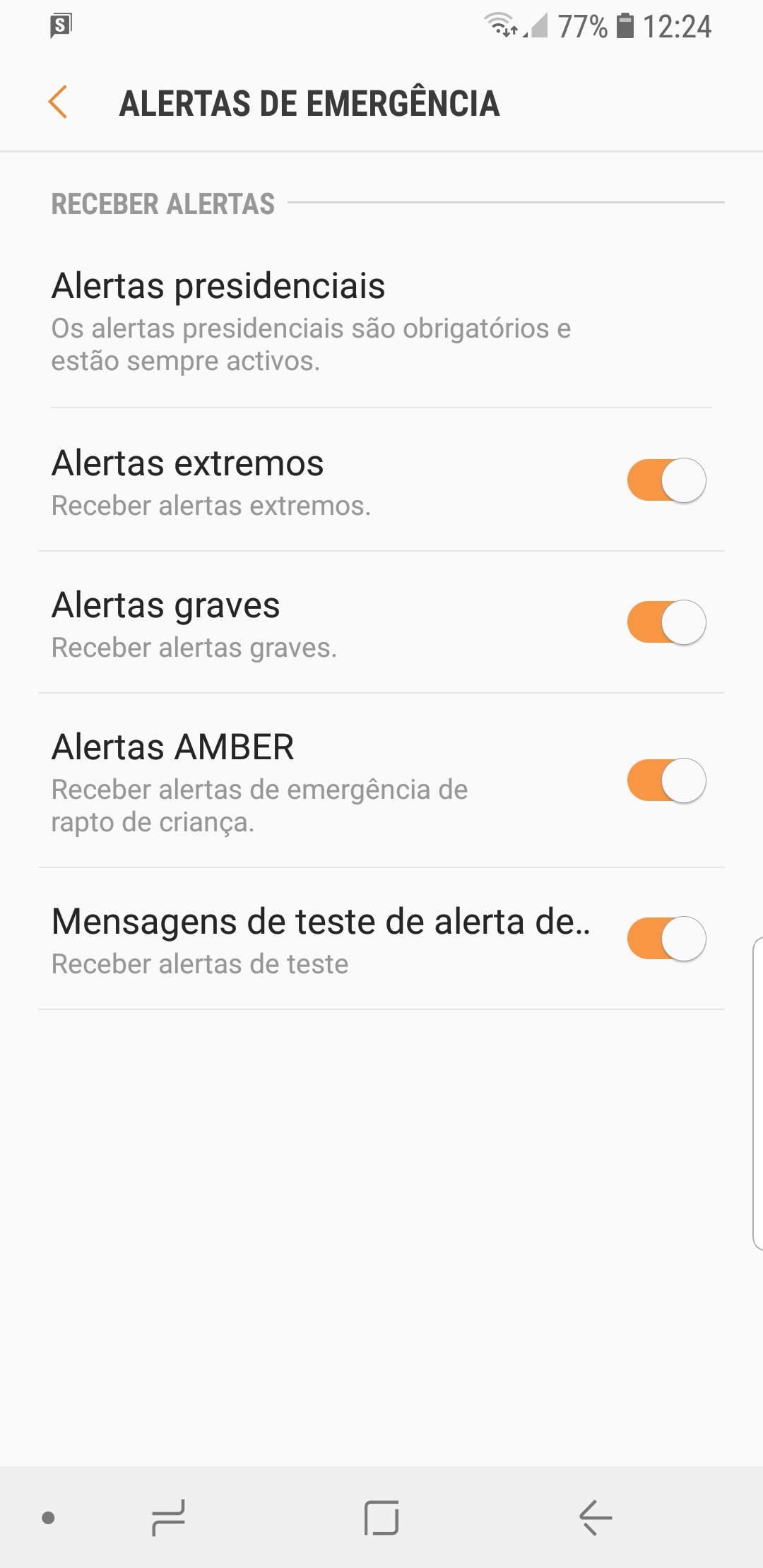
Alertas de aviso público usando o recurso Cell Broadcast incorporado no Android 8

Difusão Celular (em inglês: Cell Broadcast) é um método de envio de mensagens para vários usuários de telefones móveis em uma área definida ao mesmo tempo. É definido pelo comitê GSM do ETSI e 3GPP e faz parte dos padrões 2G, 3G, 4G LTE (telecomunicações) e 5G. Também é conhecido como transmissão de célula de serviço de mensagens curtas (SMS-CB).
Diferentemente do Serviço de Mensagens Curtas Ponto a Ponto (SMS-PP), a Difusão Celular (Cell Broadcast) é um serviço de mensagens de um para muitos com segmentação geográfica e com proteção geográfica.

## Padronização
O Cell Broadcast Center (CBC), um sistema que é a fonte do SMS-CB, está conectado a um BSC em redes GSM, um RNC em redes UMTS, um MME em redes LTE ou um AMF em redes 5G.
A implementação técnica do serviço de difusão celular é descrita na especificação 3GPP TS 23.041.
- A interface 2G-CBC (BSC) é descrita no padrão 3GPP TS 48.049;
- A interface 3G-CBC (RNC) é descrita no padrão 3GPP TS 25.419;
- A interface 4G-CBC (MME) é descrita no padrão 3GPP TS 29.168;
- A interface 5G-CBC (AMF) é descrita no padrão 3GPP TS 29.518.

## Tecnologia
Uma mensagem via Difusão Celular pode alcançar um grande número de telefones de uma só vez. As mensagens de Difusão Celular são direcionadas para as células de rádio, em vez de para um telefone específico. A última geração de Cell Broadcast Systems (CBS) pode enviar para até 500.000 células em menos de 10 segundos, atingindo milhões de assinantes móveis.
Portanto, uma mensagem de Difusão Celular pode alcançar um grande número de terminais ao mesmo tempo. Em outras palavras, as mensagens de Difusão Celular são direcionadas para as células de rádio, em vez de para um terminal específico. A última geração de Cell Broadcast Systems (CBS) pode enviar uma mensagem de Cell Broadcast (alerta) de até 500.000 células em menos de 10 segundos, atingindo milhões de assinantes móveis em segundos. Uma mensagem de Cell Broadcast é um serviço de envio não confirmado, o que significa que os criadores das mensagens não sabem quem recebeu a mensagem, o que permite serviços baseados no anonimato. A tecnologia Cell Broadcast está em conformidade com o mais recente Regulamento Geral de Proteção de Dados da UE (GDPR), já que o CB não exige números de telefone celular. O autor (autoridade de alerta) da mensagem de Difusão Celular pode solicitar a taxa de sucesso de uma mensagem. Nesse caso, o Cell Broadcast System responderá com o número de células endereçadas e o número de células que emitiram a mensagem de Difusão Celular.

## Sistema de comunicação de emergência
A Difusão Celular não é afetada pela carga de tráfego; portanto, é apropriada durante um desastre quando picos de carga de dados (mídia social e aplicativo móvel), uso regular de chamadas de voz e SMS (eventos de chamadas em massa) tendem a desacelerar significativamente as redes móveis, como vários eventos mostraram.
As mensagens de transmissão são usadas na maioria dos países para enviar alertas de emergência, usando como entrada uma mensagem CAP (Common Alerting Protocol) ou um protocolo de interface C de alertas de emergência sem fio (WEA), que foi especificado conjuntamente pela Alliance for Telecommunications Industry Solutions (ATIS) e a Associação da Indústria de Telecomunicações (TIA).
As vantagens do uso da Difusão Celular (Cell Broadcast) para o alerta ao público são:
- A Difusão Celular tem um toque e vibração exclusivos e dedicados
- Somente uma autoridade autorizada e a rede móvel atendente podem enviar mensagens de Difusão Celular.
- 99% de todos os aparelhos usados hoje são compatíveis com Difusão Celular
- Enviar uma mensagem pública de aviso para algumas ou milhões de pessoas leva menos de 10 segundos
- A Difusão Celular suporta um comprimento de mensagem de no máximo 1395 caracteres por mensagem difundida
- A Difusão Celular suporta múltiplos idiomas
- A Difusão Celular é capaz de alcançar todos os assinantes móveis, incluindo assinantes de roaming (em seu próprio idioma)
- A Difusão Celular não é afetada pelo congestionamento da rede móvel
- A Difusão Celular não é afetada pela barra de classes de acesso e / ou barra de classes SIM
- A Difusão Celular não é afetado por nenhuma restrição de proteção de dados, pois nenhum dado pessoal (identidade do assinante ou MSISDN) é necessário e usado para entregar a mensagem.
- A Difusão Celular pode ser usado para abordar pessoas presentes em um setor celular individual (<150m) ou polígonos grandes que cobrem uma cidade ou país completo.
- As mensagens de Difusão Celular podem ser atualizadas à medida que as condições do incidente são alteradas durante um evento no final de um evento que pode ser liberado.
- A Difusão Celular é adequada para testes mensais ou semestrais de conscientização pública nacional

A Difusão Celular é uma tecnologia móvel que permite que mensagens (até 1395 caracteres) sejam transmitidas a todos os telefones celulares e dispositivos similares em uma área geográfica designada (polígono). O alcance da transmissão pode variar, de uma única célula para toda a rede.
Alertas de emergência sem fio e alertas governamentais que usam a tecnologia de Difusão Celular são suportados nativamente em todos os telefones Apple com IOS 6 ou superior e em todos os dispositivos com Android Kitkat 5.1 e posterior. Os smartphones móveis têm um menu de configuração padrão para ativar / desativar a recepção de mensagens de Difusão Celular.

## Implementações de aviso público
Exemplos de países que selecionaram a Difusão Celular como sua principal tecnologia para os sistemas nacionais de alerta público são:
- Japão - J-Alert
- Canadá - Alert Ready
- Estados Unidos - Wireless Emergency Alert
- Nova Zelândia - Emergency Mobile Alert
- Emirados Árabes Unidos - UAE-Alert
- Omã - OMAN-Alert
- União Européia - EU-Alert
- Holanda - NL-Alert
- Lituânia - LT-Alert
- Romênia - RO-Alert
- Grécia - GR-Alert
- Italia - IT-Alert
- Coreia do Sul - Serviço de alerta público de Corea
- Taiwan - Sistema de publicidade pública
- Sri Lanka - Rede de Alerta de Desastres e Emergências (DREWN)
- Filipinas - Sistema de Transmissão Celular de Emergência (ECBS)
- Chile - Sistema de Alerta de Emergências (SAE)
- Peru - SISMATE

## Em Portugal
Em Portugal, a Telecel foi a primeira operadora de telecomunicações móveis a explorar as potencialidades da rede GSM com a emissão das mensagens de Difusão Celular. Mais tarde, para associar a um dos seus pacotes de descontos de chamadas, a TMN seguiu-lhe o exemplo criando, no entanto, apenas um canal de informação. A Optimus ainda recorreu à activação temporária do serviço aquando dos Jogos do 'Euro 2000', mas depressa desistiu do uso desta tecnologia.
Nos últimos anos, com a mudança da Telecel para Vodafone, a nova empresa decidiu desactivar a maior parte dos canais de informação da Difusão Celular, alegando que as novas tecnologias utilizadas na rede substituíam as vantagens dos canais da Difusão Celular. Hoje, sabe-se que além de não substituírem, o objectivo era simplesmente passar a cobrar aos clientes a informação difundida na rede.
Seguem as listas dos canais informativos que as operadoras portuguesas emitiram:
Lista de canais da Telecel:
- Canal 01 - Índice dos canais
- Canal 13 - Jogos (Totoloto e Totobola)
- Canal 14 - Desporto
- Canal 15 - Notícias
- Canal 20 - Hospitais
- Canal 21 - Serviços de Aconselhamento e Apoio
- Canal 24 - Farmácias de Serviço
- Canal 34 - Táxis
- Canal 36 - Gasolina (24 Horas)
- Canal 40 - Meteorologia
- Canal 44 - Turismo de Habitação
- Canal 50 - Informação da Célula (Cidades)

Lista de canais da TMN / MEO:
- Canal 50 - Informação da Célula (Região)

Com o serviço MEO Regional, tem 50% de desconto nas chamadas realizadas do seu telemóvel meo para a rede PT Comunicações da região onde se encontra.
A região para a qual terá desconto, é definida de acordo com os indicativos PT e estará identificada no visor do seu telemóvel.
Por exemplo, se estiver em Lisboa e ligar do seu telemóvel para um número da rede PT de Lisboa (21), terá 50% de desconto nessa chamada. O mesmo acontece se estiver em Coimbra e fizer uma chamada para a rede PT de Coimbra (239). Já se estiver no Grande Porto, poderá efectuar chamadas com 50% de desconto para a rede fixa PT do Porto (22), Vila Nova de Famalicão (252), Penafiel (255) e São João da Madeira (256).
Lista de canais da Optimus:
- Canal 50 - Golos dos Jogos do 'Euro 2000'

A Optimus lançou o serviço de Difusão Celular passando a disponibilizar um conjunto de informações sobre o Euro 2000, que permitia acompanhar, através do telemóvel, o desenrolar do campeonato de futebol. Este serviço permitia seguir a evolução dos jogos em tempo real, através de uma permanente actualização dos resultados. A informação disponível também se estendia à classificação das diversas equipas, incluindo pontuação, número de jogos realizados, empates, vitórias, derrotas e golos marcados e sofridos, para além das principais notícias relativas à selecção nacional.
Em 15 de março de 2023 foi publicada uma portaria em Diário da República para a "Implementação do sistema de aviso por difusão celular". À data de 30 de abril de 2025 este sistema ainda não havido sido implantado, devido a um impasse burocrático e político, não tendo sido utilizado aquando do apagão europeu de 2025 que afetou Portugal.

## No Brasil
No Brasil, a Difusão Celular é usada para indicar a operadora e o código de área da antena que está enviando sinal ao celular, o canal utilizado para esta função no país é o 50. No dia 04/12/2024, entrou em operação nas regiões Sul e Sudeste o Defesa Civil Alerta, uma ferramenta de alertas para a população usando o Cell Broadcast. 